# باتريس بيرني
باتريس بيرني (23 سبتمبر 1979 بمونتريال في كندا - ) هو لاعب كرة قدم كندي في مركز الوسط. شارك مع منتخب كندا تحت 17 سنة لكرة القدم ومنتخب كندا تحت 20 سنة لكرة القدم ومنتخب كندا تحت 23 سنة لكرة القدم ومنتخب كندا لكرة القدم. أما مع النوادي، فقد لعب مع إمباكت مونتريال وترومسو إيدريتسلاغ ونادي كايزرسلاوترن ونادي لينغبي ونادي نوردشيلاند وMoss FK ‏ ومونتريال إمباكت (1992–2011) وSyracuse Orange football ‏.

## وصلات خارجية
- باتريس بيرني على موقع الاتحاد الدولي (مؤرشف)  (الإنجليزية)
- باتريس بيرني على موقع الدوري الأمريكي (الإنجليزية)
- باتريس بيرني على موقع قاعدة بيانات كرة القدم.إي يو (الإنجليزية)
- باتريس بيرني على موقع بيانات كرة القدم. دي إي (الألمانية)
- باتريس بيرني على موقع ناشيونال فوتبول تيمز (الإنجليزية)
- باتريس بيرني على موقع Soccerbase.com (لاعب) (الإنجليزية)
- باتريس بيرني على موقع Soccerway.com (الإنجليزية)
- باتريس بيرني على موقع عالم كرة القدم.نت (الإنجليزية)
- باتريس بيرني على موقع EliteProspects.com (الإنجليزية)
- باتريس بيرني على موقع HockeyDB.com (الإنجليزية)